# Миллер, Кристин (актриса)
Кристин Миллер (англ. Kristine Miller), урождённая Жаклин Оливия Эскесен (англ. Jacqueline Olivia Eskesen; 13 июня 1925 — 2015) — американская киноактриса, известная по ролям в фильмах нуар и вестернах 1940-50-х годов.
Как писала о ней подруга, известная светская журналистка Дорис Лилли: «Блондинка с широкими скулами и серыми глазами, Кристин Миллер… отличалась тихим и утончённым стилем, она могла взять грязный кофейник так, как будто это тиара императрицы Жозефины».
Карьера Миллер в кино началась в 1945 году. После заключения контракта со студией «Парамаунт» Миллер сыграла небольшие роли в фильмах нуар продюсера Хэла Уоллиса «Ярость пустыни» (1947) и «Я всегда одинок» (1948), а также в мелодраме «Оплачено сполна» (1948). Наиболее известными фильмами с её участием были также военная драма «Патруль в джунглях» (1948) и фильмы нуар «Слишком поздно для слёз» (1949) и «Тень на стене» (1950). После серии второстепенных фильмов Миллер сыграла небольшую роль в эпической военной драме «Отныне и во веки веков» (1953).
В общей сложности за свою кинокарьеру Миллер сыграла в 21 фильме, в том числе, в шести фильмах нуар, пяти вестернах, трёх военных драмах, двух комедиях, двух триллерах и по одному разу — в мелодраме, религиозной драме и мюзикле. Хотя многие её роли были эпизодическими или ролями второго плана, тем не менее, в шести фильмах она сыграла главные женские роли.
Свою наиболее значимую роль на телевидении Миллер сыграла в телесериле-вестерне «Истории века» (1954—1955).

## Ранние годы жизни
Родилась 13 апреля 1925 года в Буэнос-Айресе, Аргентина, её имя при рождении — Жаклин Оливия Эскесен. Её отец был датчанином по национальности и работал вице-президентом нефтяной компании «Стандарт Ойл» в Аргентине, мать была певицей родом из Фресно, Калифорния. В 1931 году семья перебралась в Новый Орлеан, затем на год — во Фресно, а в 1932 году — в Копенгаген. В 1938 году мать с дочерьми переехала в Нью-Йорк, а затем в Сан-Франциско. Благодаря многочисленным поездкам по свету в детском возрасте, Миллер свободно говорит на английском, испанском и датском языках, и на рабочем уровне владеет португальским и немецким.
Поначалу она не интересовалась актёрской профессией, но после того, как в 1939 году сыграла главную роль в школьной постановке, стала проявлять интерес к шоу-бизнесу. В 1944 году Миллер отправилась в Голливуд на свои первые кинопробы, где на неё обратил внимание продюсер Хэл Уоллис, в то время работавший на студии «Уорнер бразерс». Уйдя с этой студии на «Парамаунт Пикчерз», Уоллис взял с собой Миллер и ещё одну начинавшую актрису, 21-летнюю Лизабет Скотт.

## Карьера на «Парамаунт» в 1945—1950 годы
Дебютировала в кино на студии «Парамаунт» в эпизодической роли танцовщицы в военной романтической комедии «Ты пошёл с нами» (1945) (в списке актёров она указана как Жаклин Эскесон). Скотт также дебютировала в этом фильме, но в главной роли. В общей сложности Миллер и Скотт сыграли вместе в пяти фильмах, продюсером четырёх из них был Хэл Уоллис. В 1946 году Миллер была отдана в аренду на студию «Монограм пикчерс», где сыграла (без указания в титрах) эпизодическую роль гостьи на вечеринке в фильме нуар «Саспенс» (1946).
После этого Миллер сыграла крохотный эпизод в нуаровом вестерне «Ярость пустыни» (1947) исполнив роль высокомерной дочери коррумпированного судьи. Несмотря на то, что роль была совсем небольшой, Уоллис поставил Миллер в титрах на шестое место, сразу вслед за исполнителями главных ролей. В фильме нуар «Я всегда одинок» (1948) Миллер первоначально планировалась на роль главной героини, певицы в ночном клубе, и даже успешно прошла кинопробы с Бертом Ланкастером. Однако затем Уоллис изменил своё решение и отдал главную роль Лизабет Скотт, а Миллер довольствовалась ролью разведённой светской дамы и невесты владельца ночного клуба, роль которого сыграл Кирк Дуглас. В титрах фильма Миллер была указана пятой, сразу вслед за Дугласом.
В 1948 году она была отдана в аренду на студию «Двадцатый век Фокс» для съёмок в военной драме «Патруль в джунглях». Действие картины происходит в Новой Гвинее во время Второй мировой войны, где Миллер сыграла главную роль бродвейской актрисы и бывшей антивоенной активистки, которая после гибели мужа на фронте вступила в добровольную организацию содействия Вооружённым силам США и отправилась на гастроли в действующие войска.
Став известной как «открытие» Хэла Уоллиса, вскоре Миллер ощутила себя брошенной. Позднее в одном из интервью она призналась: «Хэл называл меня девушкой-викингом. Он не знал, что со мной делать». Ей пришлось довольствоваться малыми ролями, к которым она стала привыкать
. Типичным примером её работы на «Парамаунт» стала работа в фильме нуар «Извините, ошиблись номером» (1948). Первоначально она была взята на роль жены ведущего расследование помощника прокурора, но затем стала любовницей врача, упав в списке ролей с третьего на тринадцатое место (а в титрах её имя даже не было указано).
Год спустя Миллер получила более существенную роль в фильме нуар «Слишком поздно для слёз» (1949) на студии «Юнайтед артистс». Она сыграла положительную роль сестры мужа главной героини, роковой женщины (Лизабет Скотт), которая подозревает, что та убила её мужа, и начинает собственное расследование. В титрах фильма имя Миллер было поставлено на пятое место.
В конце 1948 года Миллер снялась в небольшом эпизоде в душещипательной мелодраме «Оплачено сполна» (1950). Первоначально она планировалась на вторую по значимости женскую роль (после Лизабет Скотт), однако в итоге сыграла подружку невесты на свадьбе, опустившись с третьего на десятое место в списке актёров.
В феврале 1949 года контракт Миллер с «Парамаунт» был разорван. За время, проведённое на «Парамаунт», Миллер сыграла в девяти фильмах, из них трижды она была в аренде на других студиях, где сыграла две из своих наиболее значимых ролей этого периода.

## Работа в 1950—1954 годы
В дальнейшем Миллер играла основном на малых студиях, таких как «Монограм» и «Рипаблик», периодически возвращаясь и на большие студии, а также осваивая новое для себя телевизионное пространство, где она стала появляться регулярно в 1950-е годы. В 1950 году в фильме нуар «Тень на стене» (1950) Миллер сыграла замужнюю женщину, которая заводит роман с женихом своей старшей сестры (Энн Шеридан), за что та её убивает.
Наряду с фильмами нуар, Миллер попробовала свои силы в жанре вестерн, сыграв главную женскую роль в картине «Молодой Даниэль Бун» (1950). В том же году вышел ещё один вестерн с её участием — «Одинокий» (1950), где он играет дочь владельца ранчо, жених которой выслеживает и расправляется с бандой убийц и конокрадов.
В 1950 году Миллер выступила в роли роковой женщины, сыграв Леди Винтер в «Трёх мушкетёрах», пилотном эпизоде телесериала «Театр Магнавокс», который вышел в кинотеатрах под названием «Шпага д’Артаньяна».
Осенью 1951 года Миллер сыграла главную женскую роль в триллере эпохи Холодной войны «Стальной кулак» (1952). Её героиня, молодая восточноевропейская женщина, спасает от коммунистов протестующего студента-оппозиционера. Знание Миллер иностранных языков и способность имитировать иностранные акценты помогло ей также в телесериалах, где она играла европеек или прибывших в Америку иммигрантов («Миллионер»). В эпизоде шпионского телесериала «Опасное задание» под названием «История железного знамени» (1952) Миллер сыграла роковую женщину с тёмным прошлым в послевоенной Греции.
Позднее Миллер сыграла вторую по значимости роль в своём первом и единственном мюзикле «Волна тропической жары» (1952). Весной 1953 года Миллер снималась на Гавайах в эпической военной драме «Отныне и во веки веков», вновь встретившись со своим старым партнёром Бертом Ланкастером. Она сыграла соседку по комнате главной героини (Донна Рид), однако большая часть сцен с её участием не вошла в фильм.
В 1954 году Миллер сыграла вторые женские роли сразу в трёх фильмах. Первым была драма «Медсестра на борту» (1954), рассказывающая о медсёстрах в ВВС США во время Корейской войны. «Джеральдин» (1954) была комедией с Марлой Пауэрс в главной роли. Её третей картиной стал нуаровый вестерн «Адская застава», где главную роль, как и в «Медсестре на борту», сыграла Джоан Лесли. В том же году Миллер дважды сыграла в телесериалах. В эпизоде «Одинокого волка» (1954) она сыграла неверную жену, которую убивает обманутый муж. Она также сыграла в качестве гостевой звезды в эпизоде первого телесериала студии «Рипаблик» «Истории века» (1954).

## Работа в 1955—1961 годы
В 1955 году Миллер вернулась в сериал «Истории века», где сыграла свою самую знаменитую телероль. Сериал рассказывал о двух детективах, расследующих преступления на железных дорогах в период с 1850-х годов до начала 20 века. Изначально главную женскую роль должна была играть Миллер, однако не смогла начать работу ввиду беременности, и в первых 26 сериях её заменила другая актриса. После того, как Миллер пришла в сериал в качестве помощницы детектива, сериал стал первым вестерном, завоевавшим премию Эмми в 1955 году. Несмотря на награду и отличные рейтинги, сериал был вскоре закрыт.
Миллер сменила жанр, сыграв в четырёх эпизодах телеантологии «Театр научной фантастики». В эпизоде «Странный доктор Лоренц» (1955) она сыграла жену врача, ухудшающееся состояние которого излечивается чудодейственным молочком, которое однако имеет неожиданный побочный эффект. В эпизоде «Операция летающая бумага» (1956) она вместе с Винсентом Прайсом играет пару учёных, которая ловит вора, способного приостанавливать время.
В этот же период Миллер сыграла главные женские роли в трёх вестернах подряд — «Гром над Аризоной» (1956), «Молодой Домино» (1957) и «Преследователь» (1957). Последним фильмом Миллер стала религиозная драма «Сердце-бунтарь» (1958) с Этель Уотерс в главной роли
.
В 1958 году в эпизоде телесериала «Отряд М» с Ли Марвином в главной роли Миллер сыграла жену интеллигентного мужчины (Джим Дэвис), обвинённого чикагской полицией в краже драгоценностей. После этого Миллер сыграла в двух эпизодах вестерна «Техасец» (1959—1960) и в двух эпизодах ситкома «Шоу Донны Рид» (1959—1961). В последний раз она сыграла на телевидении в вестерне «Истории Уэллс Фарго» (1961).

## Личная жизнь
Имя Миллер редко фигурировало в колонках светских сплетен и никогда не было связано ни с какими скандалами. В историях о её личной жизни неизменно присутствовало только одно имя — Уильям Хаскел Шуйлер, телевизионный продюсер и бизнесмен из Сан-Франциско. Впервые об их помолвке было объявлено в 1947 году, но затем свадьба была отменена. После нескольких переносов они, наконец, поженились, в 1953 году, а весной 1954 года у них родилась дочь Линда Элизабет.
В начале 1960-х годов Миллер ушла из кино, и вместе с мужем переехала из Лос-Анджелеса в Сан-Франциско, где муж занимался созданием местных телестанций. В 1962 году Линда умерла в возрасте 8 лет, после чего они удочерили Лизу. Уильям Шуйлер создавал сеть телестанций в Северной Калифорнии, в частности, в Сакраменто, Окленде и две станции в Монтерее, одна из которых была испаноязычной, что было особенно близко Миллер. В 1969 году семья поселилась в Монтерее, где Уильям стал президентом «Шуйлер бродкастиг корпорейшн». В 1990-е годы они жили в Айдахо, где также открыли две телестанции, вернувшись в Монтерей в 2001 году.

## Смерть
По сообщению издания «Голливуд репортер» от 4 февраля 2016 года, официальный представитель семьи сообщил, что Кристин Миллер умерла в больнице Монтеррея, штат Калифорния, в конце 2015 года. Точная дата смерти названа не была.

## Фильмография
- 1947 — Ярость пустыни / Desert Fury — Клер Линдквист
- 1947 — Проблема с женщинами / The Trouble with Women — Кокетт (в титрах не указана)
- 1948 — Патруль в джунглях / Jungle Patrol — Джин Гиллис
- 1948 — Извините, ошиблись номером / Sorry, Wrong Number — Долли, подруга доктора Александера (в титрах не указана)
- 1948 — Я всегда одинок / Walk Alone — Миссис Ричардсон
- 1949 — Слишком поздно для слёз / Too Late for Tears — Кэти Палмер
- 1949 — Время нашего сеанса / Your Show Time (телесериал, 1 эпизод)
- 1950 — Театр «Магнавокс» / The Magnavox Theatre (телесериал, 1 эпизод) — Леди Винтер
- 1950 — Одинокий / High Lonesome — Эбби Дэвис
- 1950 — Тень на стене / Shadow on the Wall — Силия Старрлинг
- 1950 — Молодой Даниэль Бун / Young Daniel Boone — Ребекка Брайан
- 1950 — Оплачено сполна / Paid in Full — Мисс Уильямс, подружка невесты
- 1951 — Театр «Груэн гильд» / Gruen Guild Playhouse (телесериал, 2 эпизода)
- 1951 — Телевизионный театр «Крафт» / Kraft Television Theatre (телесериал, 1 эпизод)
- 1951 — Приключения Дикого Билла Хикока / Adventures of Wild Bill Hickok (телесериал, 1 эпизод) — Синди
- 1951 — Звёзды над Голливудом / Stars Over Hollywood (телесериал, 1 эпизод)
- 1952 — Волна тропической жары / Tropical Heat Wave — Сильвия Энрайт
- 1952 — Чайна Смит / China Smith (телесериал, 1 эпизод) — Леора
- 1952 — Стальной кулак / The Steel Fist — Марлина
- 1952 — Опасное задание / Dangerous Assignment (телесериал, 2 эпизода)
- 1952—1953 — Театр у камина / Fireside Theatre (телесериал, 3 эпизода)
- 1953 — Джеральдин / Geraldine — Эллен Блейк
- 1953 — Медсестра на борту / Flight Nurse — Лейтенант Кит Рэмзи
- 1953 — Моя маленькая Марджи / My Little Margie (телесериал, 1 эпизод)
- 1953 — Видеотеатр «Люкс» / Lux Video Theatre (телесериал, 1 эпизод)
- 1953 — Отныне и во веки веков / From Here to Eternity — Джорджетт, соседка Лорен по комнате (в титрах не указана)
- 1953 — Театр «Кемпбелл» / Campbell Playhouse (телесериал, 1 эпизод)
- 1953 — Звёздный театр «Шлитц» / Schlitz Playhouse of Stars (телесериал, 1 эпизод) — Ванда Флеминг
- 1953 — Большой город / Big Town (телесериал, 1 эпизод) — Джил Лонг
- 1954 — Адская застава / Hell’s Outpost — Бет Хоудс
- 1954 — Одинокий волк / The Lone Wolf (телесериал, 2 эпизода)
- 1954 — Рамар из джунглей / Ramar of the Jungle (телесериал, 1 эпизод) — Мэри
- 1954—1955 — Истории века / Stories of the Century (телесериал, 14 эпизодов) — Маргарет Джонс / Миссис Мэннинг
- 1955 — Перекрёстки / Crossroads (телесериал, 1 эпизод) — Мисс Смит
- 1955 — Сцена 7 / Stage 7 (телесериал, 1 эпизод) — Энн Кокер
- 1955 — Солдаты свободы / Soldiers of Fortune (телесериал, 1 эпизод) — Доктор Стайнер
- 1955 — Звезда и история / The Star and the Story (телесериал, 1 эпизод)
- 1955 — Театр «Четыре звезды» / Four Star Playhouse (телесериал, 1 эпизод) — Миссис Маргарет Мёрдок
- 1955—1957 — Театр научной фантастики / Science Fiction Theatre (телесериал, 4 эпизода)
- 1956 — Гром над Аризоной / Thunder Over Arizona — Фэй Уоррен
- 1956 — Кавалькада Америки / Cavalcade of America (телесериал, 1 эпизод)
- 1957 — Миллионер / The Millionaire (телесериал, 2 эпизода)
- 1957 — Молодой Домино / Domino Kid — Барбара Эллисон
- 1957 — Преследователь / The Persuader — Кэтрин Бонэм
- 1958 — Сердце-бунтарь / The Heart Is a Rebel — Миссис Джонсон
- 1958 — Караван повозок / Wagon Train (телесериал, 1 эпизод) — Лоэта
- 1958 — Отряд М / M Squad (телесериал, 1 эпизод) — Миссис Джейн Эванс
- 1958 — Беспокойное оружие / The Restless Gun (телесериал, 1 эпизод) — Флоренс Уилер
- 1959 — Отец лучше знает / Father Knows Best (телесериал, 1 эпизод) — Марта Эванс
- 1959—1960 — Техасец / The Texan (телесериал, 2 эпизода)
- 1959—1961 — Шоу Донны Рид / The Donna Reed Show (телесериал, 2 эпизода)
- 1961 — Истории Уэллс Фарго / Tales of Wells Fargo (телесериал, 1 эпизод) — Рут Хадсон